# Axel Georg Blix
Axel Georg Blix, född 17 juni 1783 i Katarina församling, Stockholm, död där 3 mars 1809, var en svensk målare. 
Han var son till Abraham Gottlieb Blix, som var assistent vid Justitiekollegium och Förmyndarkammaren i Stockholm. Han studerade vid Konstakademien i Stockholm där han tilldelades en belöningsmedalj för sin ritning efter antiken. Han medverkade med landskapsmålningar, porträtt, genrescener och mytologiska motiv utförda i olja eller gouache vid konstakademiens utställningar 1803–1809.